# Norðdepil

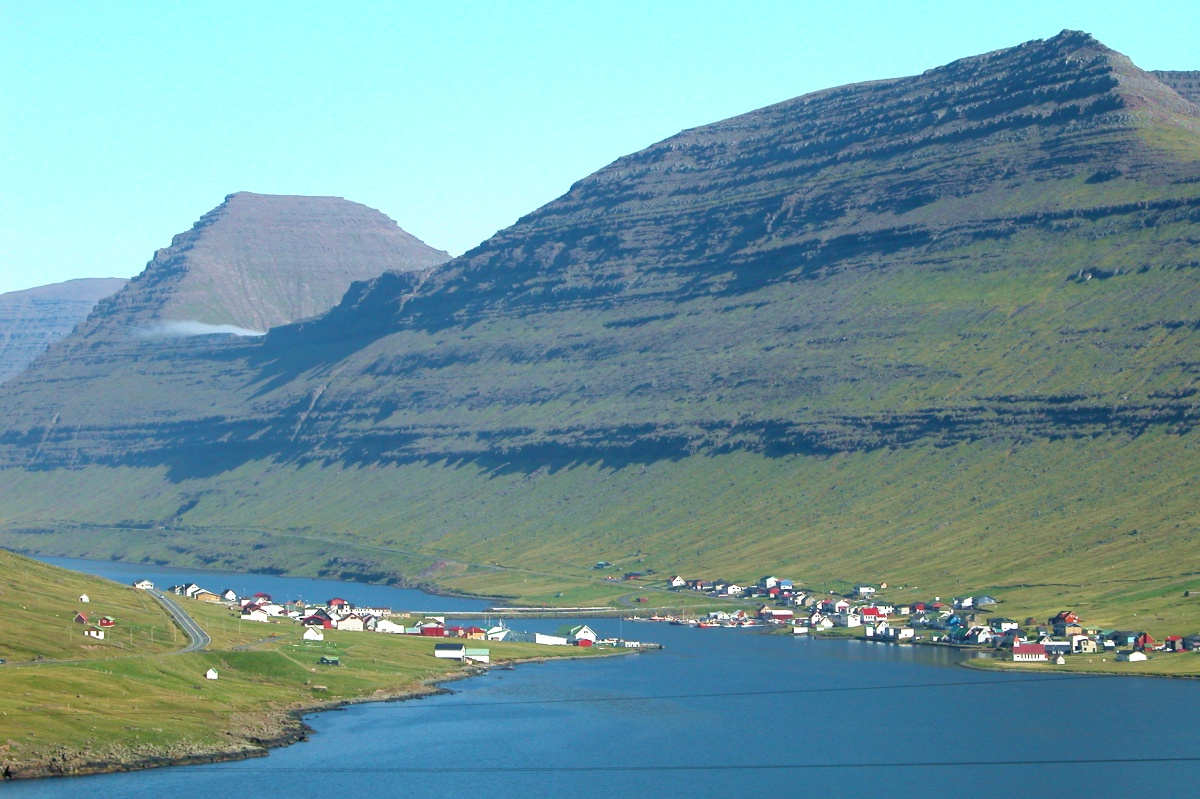
Widok na Norðdepil na wyspie Borðoy (po lewej) i na Hvannasund na wyspie Viðoy (po prawej)

Norðdepil – osada położona w części Wysp Owczych, zwanej Norðoyar.

## Historia
Stworzono ją w 1866 roku naprzeciwko Hvannasund (Viðoy) i przyłączono do jego gminy. Założenie wioski wiąże się z historią Sivara Sivertsena, który to postanowił otworzyć w tym miejscu sklep, o nazwie á Oyrini. Wkrótce potem zaczęli wprowadzać się pierwsi mieszkańcy. W 1895 roku wybudowano tam szkołę, a od 1897 do 1912 wyprawiano się na połowy wielorybów.

## Współczesność
Do roku 1975, kiedy to wybudowano most, do Hvannasund można było się dostać wyłącznie za pomocą łodzi. W latach 1963–1965 stworzono 2 tunele, prowadzące do Klaksvík. Z Norðdepil można się także dostać do Múli. Wioska jest ważna, bowiem stanowi połączenie wysp Borðoy i Viðoy.

## Demografia
Według danych Urzędu Statystycznego (I 2015 r.) jest 43. co do wielkości miejscowością Wysp Owczych.